# إيه ڨي ٳس فيديو ميكر
إيه ڨي ٳس لتحرير الفيديو (بالإنجليزية: AVS Video Editor) هو برنامج لتحرير الفيديو تم نشره بواسطة Online Media Technologies Ltd. وهو جزء من مجموعة برامج إيه ڨي ٳس فور يو (AVS4YOU) التي تهتم بالفيديو والصوت وتحرير الصور وتحويلها وتحرير القرص وحرقه وتحويل المستندات وبرامج تنظيف السجل. يوفر ٳيه ڨي ٳس الفرصة لإنشاء وتحرير مقاطع الفيديو باستخدام مجموعة متنوعة من المؤثرات البصرية والصوتية، بالٳضافة للنصوص وغيرهم. بالإضافة إلى حفظها في الكثير من تنسيقات وٳمتدادات ملفات الفيديو، أو النسخ على الأقراص أو النشر على منصات الفايسبوك واليوتوب وفليكر وما إلى ذلك.

## الواجهة
تتكون الواجهة من لوحة عمل عبارة عن مخطط زمني وجزء معاينة الفيديو ومكتبة الوسائط خاصة بعمليات الدمج والمؤثرات البصرية والصوتية وقوائم النص. ويُظهر عرض لوحة العمل تسلسل مقاطع الفيديو المحملة مع عمليات الانتقالات [بالانجليزية] بينها، واستخدامها لتغيير ترتيب المقاطع أو نقلها أو دمجها. ويتكون المخطط الزمني في هذه اللوحة من الفيديو الرئيسي والصوت والنص، بالٳضافة ٳلى المؤثرات. كما يمكن عبره من تكرار الفيديو أو تقسيمه أو ٳزالة الصوت منه أو تجميده أو قصه، ويمكن إبطاء سرعته أو زيادتها والتعديل على الصوت واللون بالفيديو.
يمكن استيراد ملفات الفيديو والصوت والصورة اللازمة لمشروع الفيديو إلى البرنامج من محرك القرص الصلب بالكمبيوتر. أو يمكن للمستخدم أيضًا التقاط الفيديو من شاشة الكمبيوتر أو الويب، كما يمكنه من تسجيل الصوت بنفسه وٳضافته للمخطط الزمني.

## الٳخراج
يتيح إيه ڨي ٳس لتحرير الفيديو الفرصة لحفظ الفيديو على محرك الأقراص الثابتة بجهاز الكمبيوتر بأحد أشكال وٳمتدادات الفيديو التالية: إيه في آي وكويك تايم وإم بي إي 4 وإم فور في وإم بي إي جي-4 وويندوز ميديا فيديو وماتروسكا وويب إم وفلاش فيديو وإس دبليو إف وجي آي إف وغيرهم الكثير. كما يمكن نسخ الفيديوهات على دي في دي أو بلو راي مباشرة بالٳضافة ٳلى نقلها ٳلى الهواتف المحمولة أو منصة ألعاب فيديو أو تحميله مباشرة على الجهاز. وهناك أيضًا خيار لإنشاء مقطع فيديو ورفعها ٳلى الويب ونشرها في المواقع الشائعة: يوتيوب وفيسبوك وديليموشن وفليكر ودروبوكس.

## أدوات مساعدة ضمن البرنامج
- يتم استخدام إيه ڨي ٳس رافع الجوال (AVS Mobile Uploader) لنقل ملفات الوسائط التي تم تحريرها وتحويلها إلى أجهزة محمولة عبر اتصال بلوتوث أو يو إس بي.
- يتم استخدام إيه ڨي ٳس شعلة الفيديو (AVS Video Burner) لنسخ ملفات الفيديو المحولة إلى أنواع مختلفة من الأقراص: القرص مضغوط ، دي في دي ، بلو راي.
- يتم استخدام إيه ڨي ٳس مسجل الفيديو (AVS Video Recorder) لالتقاط فيديو من المصادر التناظرية ويدعم أنواعًا مختلفة من الأجهزة: بطاقة الالتقاط، وكاميرا الويب، وكاميرا DV ، وكاميرا HDV.
- يتم استخدام إيه ڨي ٳس رافع الفيديو (AVS Video Uploader) لنقل ملفات الفيديو إلى مواقع مشاركة الفيديو الشهيرة، مثل يوتيوب وفيسبوك وديليموشن وفليكر ودروبوكس.
- يتم استخدام إيه ڨي ٳس تصوير الشاشة (AVS Screen Capture) لالتقاط صور وفيديوات على سطح المكتب.[11][12]

## ترقيات مهمة
كان الإصدار الأولي من إيه ڨي ٳس لتحرير الفيديو في عام 2003 عندما تم تقديم البرنامج داخل حزم برامج إيه ڨي ٳس جنبًا إلى جنب مع أدوات الفيديو إيه ڨي ٳس و أدوات الصوت إيه ڨي ٳس وادة نسخ الدي في دي. في عام 2005 ، تم تقديم البرنامج كجزء من مجموعة برامج إيه ڨي ٳس فور يو متعددة الوظائف. يتم تحديث محرر فيديو إيه ڨي ٳس بشكل متكرر. تتضمن التحديثات الرئيسية إضافة العديد من الميزات المهمة لتحرير الفيديو
| تاريخ النشر | وصف |
| ----------- | --- |
| يونيو 2009  | التحكم في السرعة ، وتصحيح الصوت والألوان ، و Blu-ray ، و M2TS ، ودعم فيديو TS ، وإمكانية الاستخدام متعدد المسارات ، ودعم Nintendo Wii ، و Sony PSP ، و SanDisk Sansa View |
| أغسطس 2010  | دعم تقنية GPU ، مجلدات المستخدم في مكتبة الوسائط ، تأثيرات التثبيت والتكبير والتكبير ، تمت إضافة صرف الملفات المستوردة |
| ديسمبر 2010 | أصبحت أداة التقاط الشاشة وتحرير قائمة DVD الشخصية متاحة ، ودعم اللغة البولندية |
| يونيو 2011  | إعدادات معالجة جديدة (خيار حلقة DVD) ، دعم الرسوم المتحركة Gif و Tiff (tif) ، تمت إضافة خيار دمج المشاريع ، تأثيرات الفيديو الجديدة (Twist ، Grid Mozaic ، تكبير الزاوية العريضة ، الجسيمات ، Canvas ، Warm Glow ، Water Mirror ، Color Exchange) و تأثير النص (حرب النجوم)                                                                                            |
| أكتوبر 2011 | تأثيرات فيديو جديدة (العد التنازلي ، كتابة النص ، النقش ثلاثي الأبعاد) |
| مايو 2012   | تأثيرات فيديو جديدة (زجاج مكسور ، بلاط زجاجي) وتأثيرات نصية (كابتشينو ، أوراق ، آسيا ، سفر ، بحر) |
| نوفمبر 2012 | التوافق مع Windows 8 ، ودعم اللغة الدنماركية ، وتأثير العد التنازلي ، وتنسيق WTV للإدخال ، والعديد من تغييرات واجهة المستخدم الرسومية ، وأنماط قائمة الأقراص الجديدة ، وإصلاح الأخطاء ، وتحسين تسجيل الفيديو ، وأدوات تحميل الفيديو |
| يوليو 2013  | إعدادات معالجة جديدة ( طريقة إزالة التداخل المحسّنة والتكرار في SWF ) ، ودعم اللغة البرتغالية |
| ديسمبر 2013 | ملف تعريف "فيديو لعرض الشرائح" عالي الدقة بالكامل ، وملفات تعريف Android جديدة لأجهزة Samsung Galaxy S و Galaxy Note و Galaxy Tab ، وملفات تعريف Apple جديدة لتحويل الفيديو لأجهزة iPhone و iPad ، وإصلاح الأخطاء |
| أكتوبر 2014 | 2560x1440 (QHD - 2K ) و 3840x2160 ( Ultra HD 4K ) دعم إخراج الفيديو ، العديد من تغييرات واجهة المستخدم الرسومية ، أداة مساعدة محسنة لتسجيل الفيديو |
| مارس 2015   | جلد جديد مسطح |
| سبتمبر 2015 | التوافق مع Windows 10 |
| فبراير 2016 | تحقق من خيار التحديثات (يدويًا أو تلقائيًا) ، وإصلاحات الأخطاء المهمة |
| يوليو 2016  | استخدام محسن للذاكرة (حتى 4 جيجا بايت لكل عملية exe. في Windows 64 بت) ، ملفات تعريف محسّنة وجديدة ، معالج إعداد محسّن ، تغييرات عديدة في واجهة المستخدم الرسومية |
| يناير 2017  | الإعداد الجديد: وضع عرض الفيديو (استخدم المخزن المؤقت للفيديو أو السماح بتراكب الفيديو) ، والدعم المحسن لتنسيقات الفيديو والصوت والصورة |
| أغسطس 2017  | دعم وحدة فك ترميز الوسائط من Intel لـ H.264 / AVC و VC-1 في نظامي التشغيل Windows 10 و Windows Server 2016 ، ودعم محسّن للفيديو المشوه ، ودعم محسّن لصور TIFF للشرائح ، وإعدادات معالجة جديدة (خطوة حجم الإطار وبرامج ترميز AVI الخارجية) ، وتوسيع واجهة المستخدم الرسومية ، ودعم إطار نافذة النظام ، وتحسين التقاط الشاشة وأدوات تسجيل الفيديو                          |
| مايو 2018   | ملفات تعريف محسّنة وجديدة بجودة أعلى ، برنامج محدث Intel Media decoder (2012) لـ H.264 / AVC و VC-1 ، دعم حجم الإطار 4096x2160 (DCI 4K) ، دعم محسن لملفات AVI مع فيديو Motion JPEG (MJPEG) |
| ديسمبر 2018 | دعم وحدة فك ترميز البرامج لـ H.265 / HEVC و VP9 ، برنامج محدث Intel Media decoder (2017) لـ H.264 / AVC و VC-1 ، ملفات تعريف جديدة ، تأثيرات فيديو جديدة (Arrow and Tilt-shift) ، خيارات جديدة لـ Colorize والجسيمات والمؤقت ورسم تأثيرات الفيديو |
| مارس 2019   | تأثير الميل-التحول العمودي وإصلاحات الأخطاء الحرجة لفك تشفير الفيديو وإخراج الفيديو وتسجيل ActiveX |
| أبريل 2019  | دعم وحدة فك ترميز NVIDIA CUDA للفيديو H.264 / AVC و VC-1 و MPEG-2 ، ودعم وحدة فك ترميز الوسائط من Intel للأجهزة / البرامج لفيديو MPEG-2 ، وتحسين أداة التقاط الشاشة (جودة أعلى ووضع المخزن المؤقت الجديد) |
| يوليو 2019  | إصلاحات لفك تشفير صوت AAC و ALAC في ملفات M4A / MP4 / M4V / MOV ، ودعم فيديو MJPEG في ملفات Matroska ، ودعم محسّن لملفات MP4 / M4V / MOV مع ذرتين "مووف" ، وتحسين وإصلاح عملية تدوير الصورة ، وضع التثبيت المحسن لـ SCCM |
| نوفمبر 2019 | دعم اللغة الصينية ، ملفات التعريف للأجهزة الجديدة ، تحسين المثبت ، إصلاحات الأخطاء |
| فبراير 2020 | مجلد "ملصقات" جديد في مكتبة الوسائط مع مجموعة من الصور للتراكب ، والاستعادة التلقائية لمجلدات "العينات" و "الخلفيات" المحذوفة مسبقًا في مكتبة الوسائط ، وتحسين المثبت ، وبعض تغييرات واجهة المستخدم الرسومية وإصلاح الأخطاء لمكتبة الوسائط |
| مارس 2020   | ملفات تعريف للأجهزة الجديدة ، بروتوكول HTTPS آمن لجميع عناوين URL في المتصفح ، ودعم محسّن لمقاطع الفيديو المشوهة للإدخال ، وجودة محسّنة لإخراج مقاطع فيديو MPEG ، و DVD ، و Blu-ray ، وإصلاح الأخطاء لتشغيل الفيديو بسرعة |
| أبريل 2020  | ملصقات جديدة ، أداة مساعدة محسّنة لالتقاط الشاشة ، وضع آمن جديد ، إصلاحات للأخطاء |
| يوليو 2020  | دعم فك تشفير الفيديو باستخدام أجهزة Intel Media وأجهزة فك ترميز NVIDIA CUDA للفيديو H.265 / HEVC و VP8 و VP9 ؛ دعم برنامج فك ترميز الوسائط إنتل لفيديو H.265 / HEVC ؛ دعم محسّن لملفات MP4 / MOV / M4V / 3GP - مواصفات جديدة ، MP4 مجزأ (fMP4) وأنواع مختلفة من الفيديو المستدير ؛ معاينة الفيديو الأمثل ؛ ملصقات جديدة تعزيز سهولة الاستخدام والوصول ؛ اصلاحات الشوائب |